# Pedro Duana
Pedro Duana Ángeles (Ciudad de México, 23 de octubre de 1966) es un exjugador de fútbol mexicano que se desempeñó principalmente como mediocentro ofensivo. Destaca como el 7.º máximo goleador en la historia de Cruz Azul con 71 anotaciones.

## Biografía
Originario de la colonia Malinche, comenzó a jugar fútbol a los 5 años en las calles de la Ciudad de México. Entrando a las básicas de Cruz Azul, consiguió avanzar al primer equipo  a los 18 años. No obstante, el entonces técnico, Héctor Pulido, le informó que no sería considerado, pues se encontraban completos en el plantel, con lo que le sugería buscar otras opciones; aun así, Duana optó por esperar una oportunidad. Más tarde, con el cambio en la normativa del torneo (tener en la plantilla a 2 jugadores menores de 19 años), es nuevamente tomado en cuenta, haciendo su debut durante la temporada 1986-87.
Con los de la Noria saldría subcampeón de liga en las temporadas 1986-87, 1988-89 y 1994-95, y de copa en la 1987-88.
Su gran nivel lo llevó a ser convocado a la selección de México, debutando el 2 de marzo de 1994 en un amistoso ante Colombia, que terminó con empate a cero. Sin embargo, cuando estaba por ser convocado al Mundial de Estados Unidos y tenía una oferta para emigrar a Europa, una lesión lo alejaría de las canchas, pasando 4 meses con yeso y 4 meses en rehabilitación.
A Pedro se le recuerda esa gran complicidad con Carlos Hermosillo, quien fuera tres veces seguidas campeón de goleo individual en las temporadas 1993-94, 1994-95 y 1995-96, siendo Duana, junto con Julio Alberto Zamora, responsable de muchos de esos goles al darle a Hermosillo el pase perfecto para finalizar la jugada. Su último año como celeste fue en 1995, después jugó para el Atlas, Santos Laguna y el Pachuca, concluyendo su carrera en 1999 con los tuzos.
En los últimos años, Duana ha desarrollado una carrera como entrenador en equipos como Promodep (filial de Cañoneros) y San José del Arenal, ambos en Tercera División.

## Estilo de juego
Su habilidad era destacada, un mariscal de campo completo, lo mismo luchaba por el esférico que ordenaba en el medio campo para salir con el balón y ponerlo en zona de peligro, siempre buscando al compañero mejor perfilado en el área de gol o por los lados, casi siempre escogía bien al elemento con posibilidades de hacer daño. Pedro Duana tenía la dualidad de jugar bien por el centro o como delantero; si en la media cancha era peligroso, adelante también explotaba.

## Clubes
| Club          | País   | Año       |
| ------------- | ------ | --------- |
| Cruz Azul     | México | 1986-1995 |
| Atlas         | México | 1995-1997 |
| Santos Laguna | México | 1997-1998 |
| Pachuca       | México | 1999      |